# Чернигово (Самарская область)
Черни́гово — посёлок в Кинель-Черкасском районе Самарской области России. Входит в состав сельского поселения Садгород.

## География
Посёлок находится в восточной части Самарской области, в пределах Высокого Заволжья, в лесостепной зоне, на расстоянии примерно 18 км (по прямой) к юго-западу от села Кинель-Черкассы, административного центра района. Абсолютная высота — 92 м над уровнем моря.
Климат
Климат характеризуется как умеренно континентальный, с холодной малоснежной зимой и жарким сухим летом. Среднегодовая температура воздуха — 4,1 °С. Средняя температура воздуха самого тёплого месяца (июля) — 20,7 °C (абсолютный максимум — 40 °C); самого холодного (января) — −13 °C (абсолютный минимум — −43 °C). Среднегодовое количество атмосферных осадков составляет 469 мм, из которых 297 мм выпадает в период с апреля по октябрь. Снежный покров держится в течение 147 дней.
Часовой пояс
Посёлок Чернигово, как и вся Самарская область, находится в часовой зоне МСК+1. Смещение применяемого времени относительно UTC составляет +4:00.

## Население
| 2010 |
| ---- |
| 281  |

Половой состав
По данным Всероссийской переписи населения 2010 года, в гендерной структуре населения мужчины составляли 47,7 %, женщины — соответственно 52,3 %.
Национальный состав
Согласно результатам переписи 2002 года, в национальной структуре населения казахи составляли 49 % из 305 чел., русские — 42 %.